# Dan hrvatske zastave
Dan hrvatske zastave, spomendan koji se, prema jednoglasnoj odluci Hrvatskog sabora slavi 5. lipnja u spomen na taj dan 1848. godine kada je prilikom ustoličenja baruna Josipa Jelačića (1801. – 1859.) za bana Trojedne Kraljevine Hrvatske, Slavonije i Dalmacije prvi put bila istaknuta hrvatska trobojnica, crveno-bijelo-plava.

## Vanjske poveznice
- Hrvatski sabor jednoglasno proglasio 5. lipnja Danom hrvatske zastave – vlada.gov.hr
- Prijedlog odluke o proglašenju 5. lipnja Danom hrvatske zastave – sabor.hr